# Bloomfield (Île-du-Prince-Édouard)
Pour les articles homonymes, voir Bloomfield.
Bloomfield est une communauté dans le comté de Prince de l'Île-du-Prince-Édouard.
Le Parc provincial Bloomfield est situé ici.
Bloomfield est le lieu de naissance de Mary Josephine Ray.